# Jacob Theodor Klein

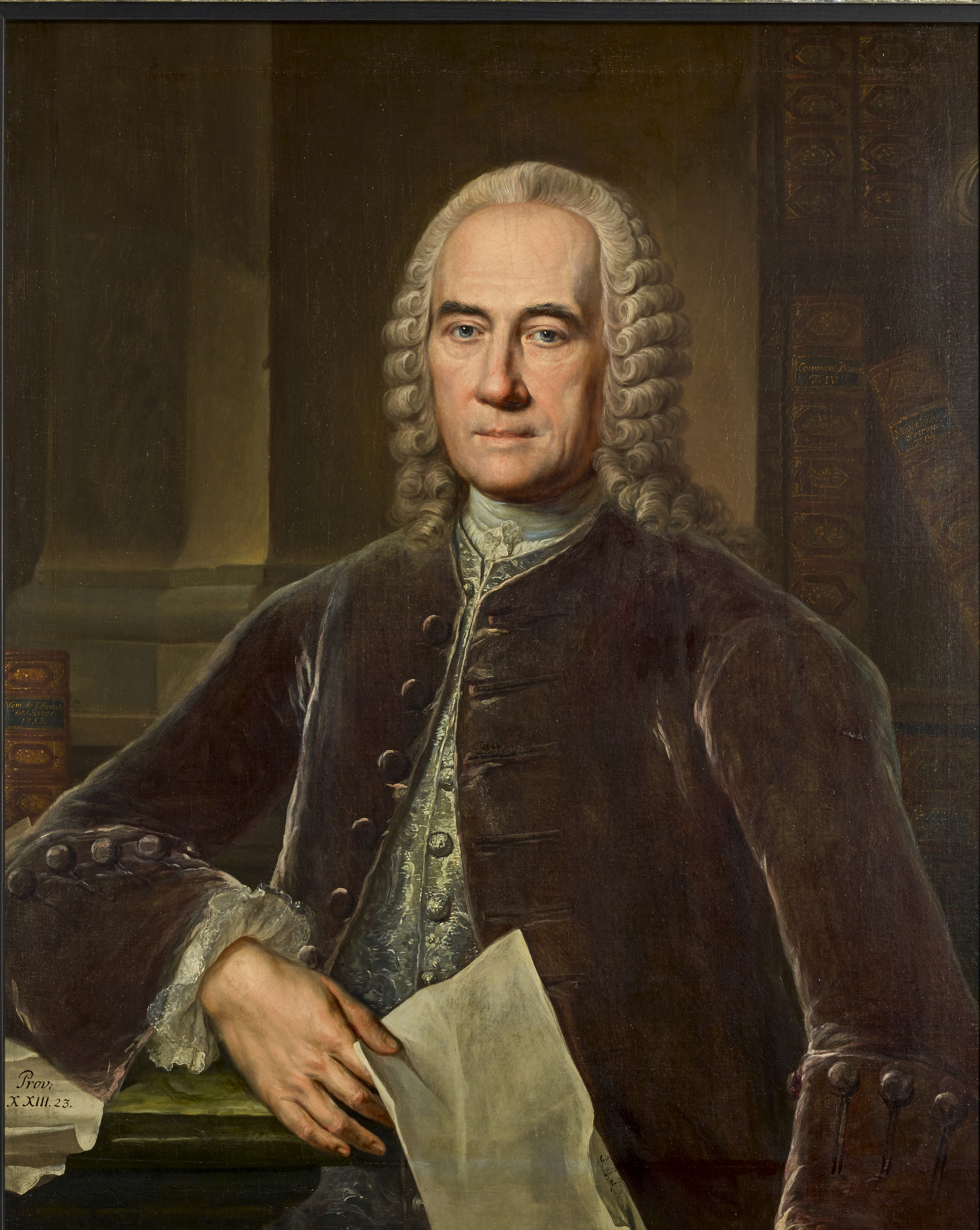
Jacob Theodor Klein

Jacob Theodor Klein, född 15 augusti 1685 i Königsberg (nuvarande Kaliningrad), död 27 februari 1759 i Danzig, var en tysk biolog.
Klein studerade juridik och företog mångåriga resor samt utnämndes 1713 till "stadtsecretair" i Danzig. Han ägnade sig flitigt åt naturhistoriska, främst zoologiska, arbeten. Det av honom uppställda, på sin tid mycket uppmärksammade zoologiska systemet har enligt hans eget uttalande till närmaste uppgift att "med tillhjälp av i ögonen fallande karaktärer igenkänna och benämna utländska eller ej förut sedda djur". Endast yttre egenskaper bör enligt honom få användas som systemets indelningsgrund. Sålunda valde han som huvudindelningsgrund fötternas antal och byggnad. Att ta hänsyn till exempel till tandsystemet förkastade han av det skälet, att man för dess undersökning måste öppna munnen med fingret eller med den anatomiska kniven, ett förfarande, som ej tillhörde den "zoologiska metoden". "Adam hade ju utan att gräva bland tänder och inälvor särskilt och namngett de djur, som Gud gett honom." Hans system är alltså artificiellt i ordets betänkligaste bemärkelse. 
Mot Carl von Linnés systematik riktade Klein bittra angrepp och fann delvis medhåll i denna opposition mot sin överlägsne samtida, beroende på, att Kleins metodik och betraktelsesätt är kännetecknar ett antal naturhistoriker långt in i senare tid. Hans arbete över tagghudingar stod länge i anseende som huvudkälla för vår kunskap om dessa djur. 
Auktorsnamnet Klein kan användas för Jacob Theodor Klein i samband med ett vetenskapligt namn inom botaniken; se Wikipediaartiklar som länkar till auktorsnamnet.